# Argeo
Argeo is een historisch merk van motorfietsen.
De bedrijfsnaam was: Argeo Fahrzeugwerk, Georg Kulitzky, Berlin.
Argeo begon in 1924 met de productie van motorfietsen, precies in de economisch moeilijke jaren toen honderden kleine fabrikanten in Duitsland motorfietsen gingen leveren. De meesten gebruikten daarvoor inbouwmotoren van andere merken, meestal betaalbare tweetaktmotortjes. Toch was het bijna onmogelijk te overleven, wat bleek toen in 1925 ruim 150 van deze kleine merken binnen één jaar verdwenen. Argeo produceerde duurder: het ontwikkelde zelf 198- en 246cc-tweetaktmotoren, die in tamelijk eenvoudige frames werden gemonteerd. Desondanks wist het merk - voor de begrippen uit die periode - lang te overleven. Pas in 1927 werd de productie beëindigd.